# 枕崎線
枕崎線（日语：／ Makurazaki sen */?）是一條由鹿兒島縣日置郡伊集院町（現在為日置市）伊集院站至鹿兒島縣枕崎市枕崎站的鐵路線。由鹿兒島交通營運。在1984年停運。當地人稱此線為南薩線（平假名：なんさつせん）。在枕崎線內，設有兩條支線，分別為知覽線和萬世線。

## 路線資料
- 管轄：鹿兒島交通
- 路線（營運距離（日语：営業キロ））：伊集院－枕崎 49.6公里
- 軌距：1067毫米
- 站數：23個（包括起終點站）
- 複線路段：沒有（全線單線）
- 電氣化路段：沒有（全線非電氣化）
- 閉塞方式：片劑閉塞式（在停用前，加世田至枕崎之間是使用員工閉塞式）

## 運行情況
在停運前，一日共有10班列車來回，平均約2小時一班。所有班次都是普通班次，有一班列車在加世田站折返。一日有三班來回為直通班次，經伊集院站進入日本國有鐵道路段往西鹿兒島站（現在為鹿兒島中央車站）。其他特別班次中，在早上有一班來回加世田至蔭摩湖站，夜上有伊集院至日置站的區間列車。
在1983年一次雨災後，只提供了日置至加世田的列車服務，其餘路段都在停運的狀態。另外，伊集院站來往西鹿兒島站直通班次也繼續使用鹿兒島交通的列車運行。伊集院至日置之間路段之隧道漏水，所以提供了臨時巴士服務，但是列車也可通行回廠。

## 使用列車
在停運前，有以下類型列車：
- Kiha100形：與國鐵Kiha07形柴油動車同一款列車。
- Kiha300形：與國鐵Kiha10形柴油動車同一款列車。

停運前之列車（1981年8月）

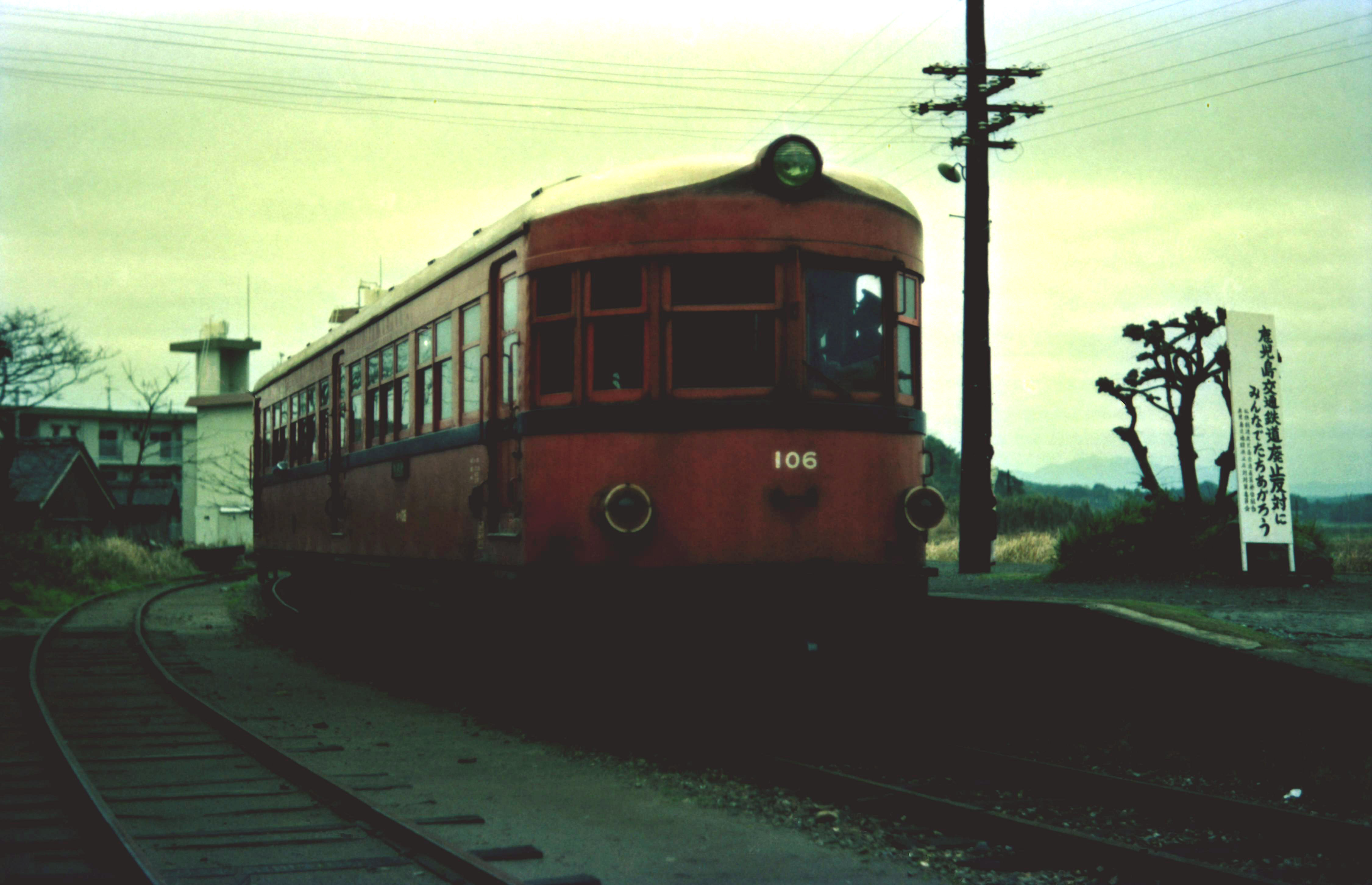
100形
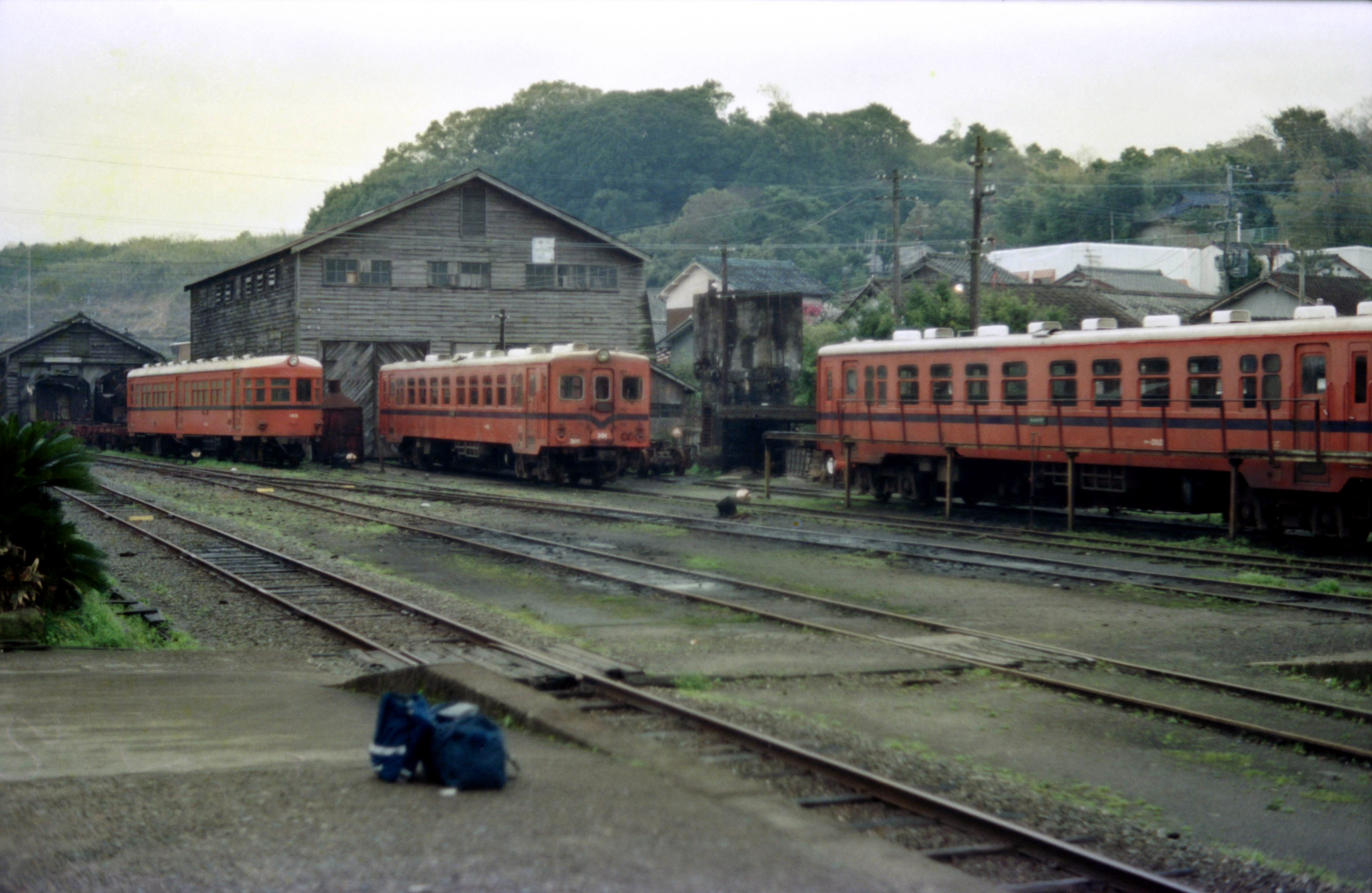
300形・100形 加世田站内

## 歷史
- 1914年（大正3年）4月1日：南薩鐵道伊集院至伊作之間開通。
- 1914年（大正3年）5月10日：伊作至加世田之間開通。
- 1915年（大正4年）5月1日：吹上濱站啟用。
- 1916年（大正5年）7月25日：毘沙門站、入來站啟用。
- 1925年（大正14年）7月1日：入來站改名為入來之濱站。
- 1928年（昭和3年）6月1日：入來之濱站改名為南吹上濱站。
- 1931年（昭和6年）3月10日：加世田至枕崎之間開通，全線開通。
- 1934年（昭和9年）6月1日：毘沙門站改名為上日置站。
- 1949年（昭和24年）2月19日：開始提供直通班次往國鐵鹿兒島站。
- 1954年（昭和29年）11月11日：直通班次往國鐵鹿兒島站增至3班來回。
- 1955年（昭和30年）1月1日：薩摩湖站啟用。
- 1964年（昭和39年）9月1日：南薩鐵道與三州自動車合併，成為鹿兒島交通，成為鹿兒島交通的鐵路線。
- 1971年（昭和46年）4月1日：貨物運輸停止。
- 1983年（昭和58年）6月21日：由於雨災，全線不能通行。
- 1983年（昭和58年）7月1日：部分區間（日置至加世田）繼續營運。
- 1984年（昭和59年）3月18日：全線停運。

## 車站列表
接駁路線的名稱，以及車站所在地都採用枕崎線停運前一刻的名稱。
所有車站都位於鹿兒島縣內。
| 中文站名   | 日文站名 | 英文站名 | 站間距離 | 營業距離 | 接續路線                               | 所在地                      |
| ---------- | -------- | -------- | -------- | -------- | -------------------------------------- | --------------------------- |
| 伊集院     |          |          | -        | 0.0      | 日本國有鐵道：鹿兒島本線               | 日置郡伊集院町（現·日置市） |
| 上日置     |          |          | 4.4      | 4.4      |                                        | 日置郡日吉町（現·日置市）   |
| 日置       |          |          | 3.5      | 7.9      |                                        | 日置郡日吉町（現·日置市）   |
| 吉利       |          |          | 2.7      | 10.6     |                                        | 日置郡日吉町（現·日置市）   |
| 永吉       |          |          | 2.2      | 12.8     |                                        | 日置郡吹上町（現·日置市）   |
| 吹上濱     |          |          | 3.3      | 16.1     |                                        | 日置郡吹上町（現·日置市）   |
| 薩摩湖     |          |          | 0.9      | 17.0     |                                        | 日置郡吹上町（現·日置市）   |
| 伊作       |          |          | 1.2      | 18.2     |                                        | 日置郡吹上町（現·日置市）   |
| 南吹上濱   |          |          | 1.8      | 20.0     |                                        | 日置郡吹上町（現·日置市）   |
| 北多夫施   |          |          | 2.8      | 22.8     |                                        | 日置郡金峰町（現·南薩摩市） |
| 南多夫施   |          |          | 1.8      | 24.6     |                                        | 日置郡金峰町（現·南薩摩市） |
| 阿多       |          |          | 2.1      | 26.7     | （至1965年為止與鹿兒島交通知覽線接續） | 日置郡金峰町（現·南薩摩市） |
| 加世田     |          |          | 2.3      | 29.0     | （至1962年為止與南薩鐵道萬世線接續）   | 加世田市（現·南薩摩市）     |
| 上加世田   |          |          | 2.0      | 31.0     |                                        | 加世田市（現·南薩摩市）     |
| 內山田     |          |          | 1.4      | 32.4     |                                        | 加世田市（現·南薩摩市）     |
| 上內山田   |          |          | 1.4      | 33.8     |                                        | 加世田市（現·南薩摩市）     |
| 干河       |          |          | 2.6      | 36.4     |                                        | 加世田市（現·南薩摩市）     |
| 津貫       |          |          | 1.6      | 38.0     |                                        | 加世田市（現·南薩摩市）     |
| 上津貫     |          |          | 2.3      | 40.3     |                                        | 加世田市（現·南薩摩市）     |
| 薩摩久木野 |          |          | 1.2      | 41.5     |                                        | 加世田市（現·南薩摩市）     |
| 金山       |          |          | 2.8      | 44.3     |                                        | 枕崎市                      |
| 鹿籠       |          |          | 3.3      | 47.6     |                                        | 枕崎市                      |
| 枕崎       |          |          | 2.0      | 49.6     | 日本國有鐵道：指宿枕崎線               | 枕崎市                      |

## 外部連結
- 北總軌倶樂部 （页面存档备份，存于）

1. ↑  梅原淳. . Rail Magazine. Vol. 256号 (ネコ・パブリッシング). 2005年1月: 39頁.